# Georg Kükenthal
Georg Kükenthal, född 30 mars 1864 i Weißenfels, död 20 oktober 1955 i Coburg, var en tysk präst och botaniker som specialiserade sig på starrsläktet.
Han arbetade som pastor i Grub am Forst och senare i Coburg. År 1913 fick han ett hedersdoktorat från universitetet i Breslau.
Kükenthal var en ledande auktoritet på halvgräs. I Das Pflanzenreich från 1909 delade han in släktet Carex i fyra undersläkten: Primocarex, Vignea, Indocarex och Eucarex. Carex är det största monofyletiska (naturliga) släktet av blommande växter; Kükenthals monografi är det enda heltäckande verket.
Auktorsnamnet Kük. kan användas för Georg Kükenthal i samband med ett vetenskapligt namn inom botaniken; se Wikipediaartiklar som länkar till auktorsnamnet.